# Prescott Valley
Prescott Valley és una població dels Estats Units a l'estat d'Arizona. Segons el cens del 2007 tenia 37.779 habitants.

## Demografia
Segons el cens del 2000, Prescott Valley tenia 23.535 habitants, 8.964 habitatges, i 6.633 famílies La densitat de població era de 286,5 habitants/km².
Dels 8.964 habitatges en un 33,3% hi vivien nens de menys de 18 anys, en un 59,5% hi vivien parelles casades, en un 10,3% dones solteres, i en un 26% no eren unitats familiars. En el 19,8% dels habitatges hi vivien persones soles el 8,9% de les quals corresponia a persones de 65 anys o més que vivien soles. El nombre mitjà de persones vivint en cada habitatge era de 2,6 i el nombre mitjà de persones que vivien en cada família era de 2,96.
Per edats la població es repartia de la següent manera: un 26,8% tenia menys de 18 anys, un 7,3% entre 18 i 24, un 27,4% entre 25 i 44, un 21,3% de 45 a 60 i un 17,2% 65 anys o més.
L'edat mediana era de 37 anys. Per cada 100 dones de 18 o més anys hi havia 92,9 homes.
La renda mediana per habitatge era de 34.341 $ i la renda mediana per família de 37.257 $. Els homes tenien una renda mediana de 30.097 $ mentre que les dones 21.049 $. La renda per capita de la població era de 16.248 $. Aproximadament el 7,8% de les famílies i el 10,9% de la població estaven per davall del llindar de pobresa.

## Poblacions més properes
El següent diagrama mostra les poblacions més properes.